# Arnold Henri Guyot

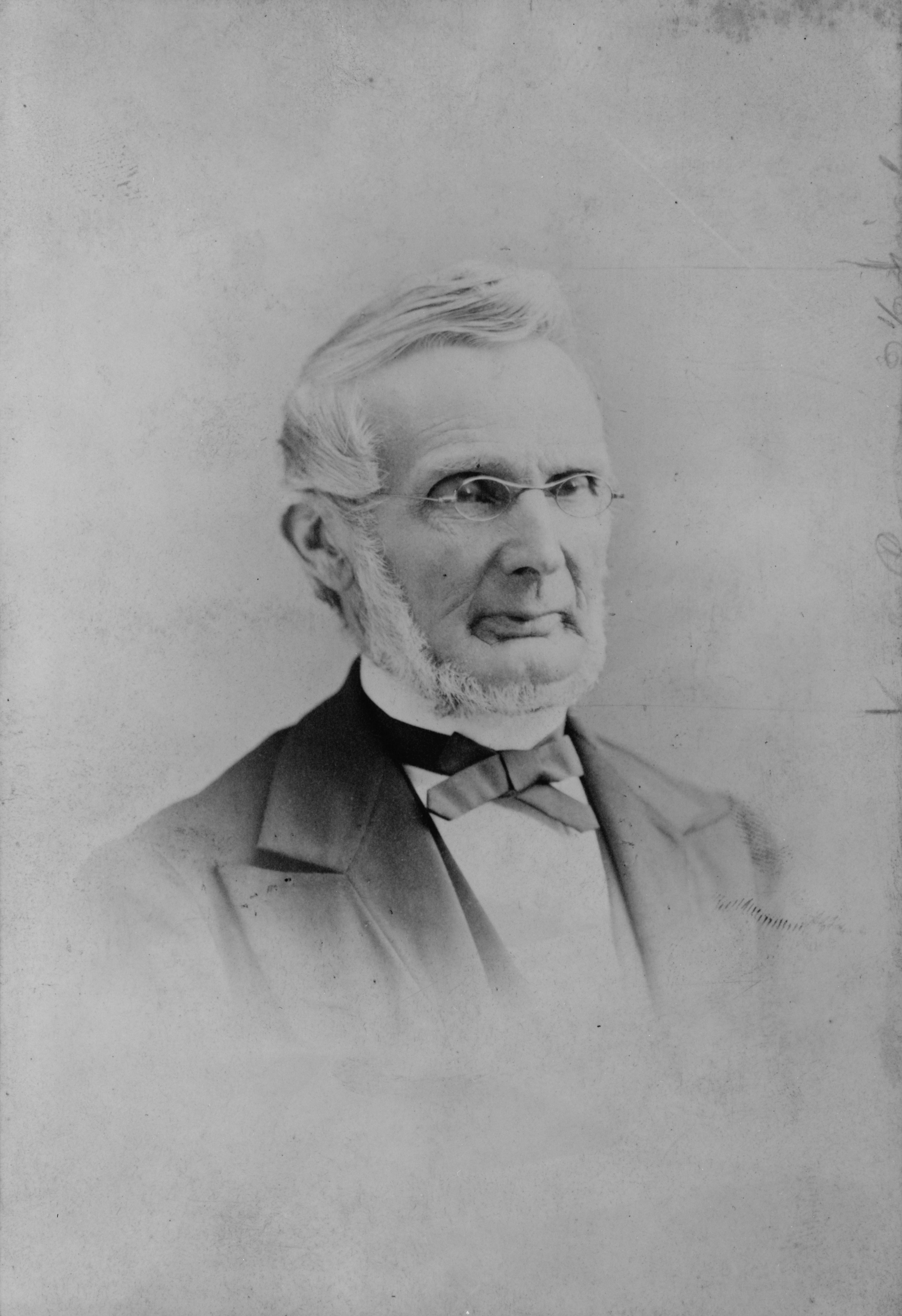
Arnold Henri Guyot

Arnold Henri Guyot (* 28. September 1807 in Boudevilliers bei Neuchâtel, Schweiz; † 8. Februar 1884 in Princeton, USA) war ein schweizerisch-US-amerikanischer Naturforscher und Geograph.

## Studium und Forschung
Schon in seiner Jugend sammelte er Pflanzen und Insekten. Er studierte an der Universität Neuchâtel Theologie und nebenher Naturgeschichte. 1825 setzte er sein Studium in Karlsruhe fort. Hier wohnte er bei einer Familie Braun, bei der er Louis Agassiz (1807–1873) kennenlernte.
Guyot wechselte nach Berlin, um sich auf ein geistliches Amt vorzubereiten. Hier entschloss er sich dann aber, die Theologie zugunsten der Naturwissenschaften aufzugeben. Er hörte Vorlesungen bei Alexander von Humboldt und Carl Ritter. 1835 beendete er sein Studium mit einer Dissertation über die natürliche Klassifikation von Seen. Guyot ging nach Paris und wurde Hauslehrer bei den Söhnen des Comte de Pourtalès aus einem mit Neuchâtel verbundenen Adelsgeschlecht. Diese Stellung verschaffte ihm die Gelegenheit zu ausgedehnten Reisen durch Europa.
1838 traf er Agassiz in Paris wieder und aus der Bekanntschaft wurde eine lebenslange Freundschaft. Auf den Rat seines Mentors erforschte Guyot im nächsten Sommer alpine Gletscher und machte dabei wichtige Entdeckungen, die er dank Agassiz vor der Geologischen Gesellschaft von Frankreich 1838 vortragen konnte. 1839 ging er zurück in die Schweiz und erhielt in Neuchâtel eine Professur für Geschichte und Physikalische Geographie. In den Jahren 1840 bis 1847 untersuchte er erratische Blöcke in der Schweiz. Die Revolution von 1848 behinderte die Arbeit an der Akademie, deshalb ging er mit Agassiz nach Amerika. In Boston hielt er Vorlesungen über vergleichende physikalische Geographie. 1849 veröffentlichte er seine Vorlesung „Erde und Mensch“. 1854 wurde er in Princeton zum Professor für physikalische Geographie und Geologie berufen.

## Museumsgründung

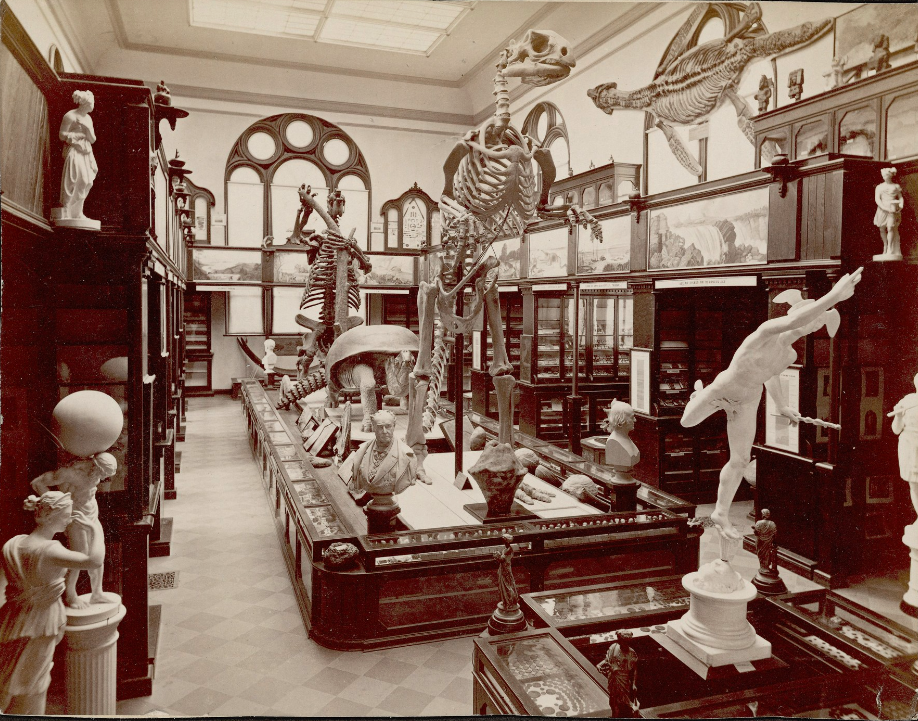
Die Sammlung im Jahr 1886 in der Nassau Hall

Im Jahr 1856 errichtete er aus seinen Sammlungen ein Museum in der Nassau Hall. Ein kleiner Teil der Sammlung ist noch im Princeton University Art Museum ausgestellt. Für die Smithsonian Institution errichtete er
meteorologische Stationen und legte dafür genaue Instruktionen fest. Sie bildeten die Keimzelle des heutigen US-Wetterdienstes (United States Weather Bureau).
Bis 1881 führte er eine topographische Aufnahme der Appalachen von Vermont bis zu den Catskills durch.

## Ehrungen
Ihm zu Ehren wurden mehrere Berge (Mount Guyot – in der North Carolina-Tennessee Line in den Great Smoky Mountains, in den White Mountains von New Hampshire, in den Colorado Rockies), ein Gletscher in Alaska (Guyot Glacier), ein Mondkrater (Guyot Crater) sowie die unterseeischen Kuppen/Berge mit ebenen Plateaurücken im Pazifik (Guyot), benannt. Guyot war Mitglied der American Academy of Arts and Sciences (1849), der American Philosophical Society (1867) sowie Gründungsmitglied der National Academy of Sciences.

## Werke
- Earth and Man, Boston, 1849
- On the Topography of the State New York, American J. of Science, 8, 272 – 276, 1852
- On the Appalachian Mountain Region, American J. of Science, 19, 429 – 451, 1880
- A Memoir of Louis Agassiz 1883